# Wendiceratops
Wendiceratops is een geslacht van plantenetende ornithischische dinosauriërs, behorend tot de Ceratopia, dat tijdens het late Krijt leefde in het gebied van het huidige Noord-Amerika. De enige benoemde soort is Wendiceratops pinhornensis.
De eerste fossielen van Wendiceratops werden in 2010 in Canada ontdekt door Wendy Sloboda. Het geslacht kreeg in 2015 zijn naam, die "Wendy's hoorngezicht" betekent, toen de typesoort Wendiceratops pinhornensis benoemd werd. Van Wendiceratops zijn op één plek een kleine tweehonderd losse botten opgegraven maar geen hele skeletten. Daardoor is de bouw van het dier niet helemaal duidelijk.
Wendiceratops werd ongeveer vijf meter lang en één ton zwaar. Hij stond op vier stevige poten. Zijn zware kop was uitgerust met een grote snavel om planten af te bijten. Die werden verder verknipt door rijen aaneengesloten tanden en uiteindelijk verteerd in de enorme buikholte. De kop was voorzien van een rechte hoorn op de neus en een grote kraag aan de achterkant van de schedel. De rand van dit nekschild was bezet door een uniek patroon van uitsteeksels dat Wendiceratops onderscheidde van zijn verwanten in de Centrosaurinae.

## Vondst en naamgeving
In 2010 vond Wendy Sloboda, een fotografe en amateurpaleontologe, in het Pinhorn Provincial Grazing Reserve, ten zuiden van de Milk River, County of Forty Mile No. 8, in het zuiden van Alberta te Canada, uitgebreide ceratopide resten. In de zomer van 2011 werd de vondst bekeken door een team van het Royal Tyrrell Museum dat concludeerde dat een opgraving gerechtvaardigd was en meteen wat botten opgroef. In 2012 werd een overhangende rotswand verwijderd. In 2013 en 2014 werden de meeste botten geborgen. De botten zijn geprepareerd door Shino Sugimoto, Ian McDonald, Ian Morrison en Eleanor LeBlanc. In 2014 stelde het museum een skeletmodel op van wat toen al onderkend werd als een nieuwe soort.

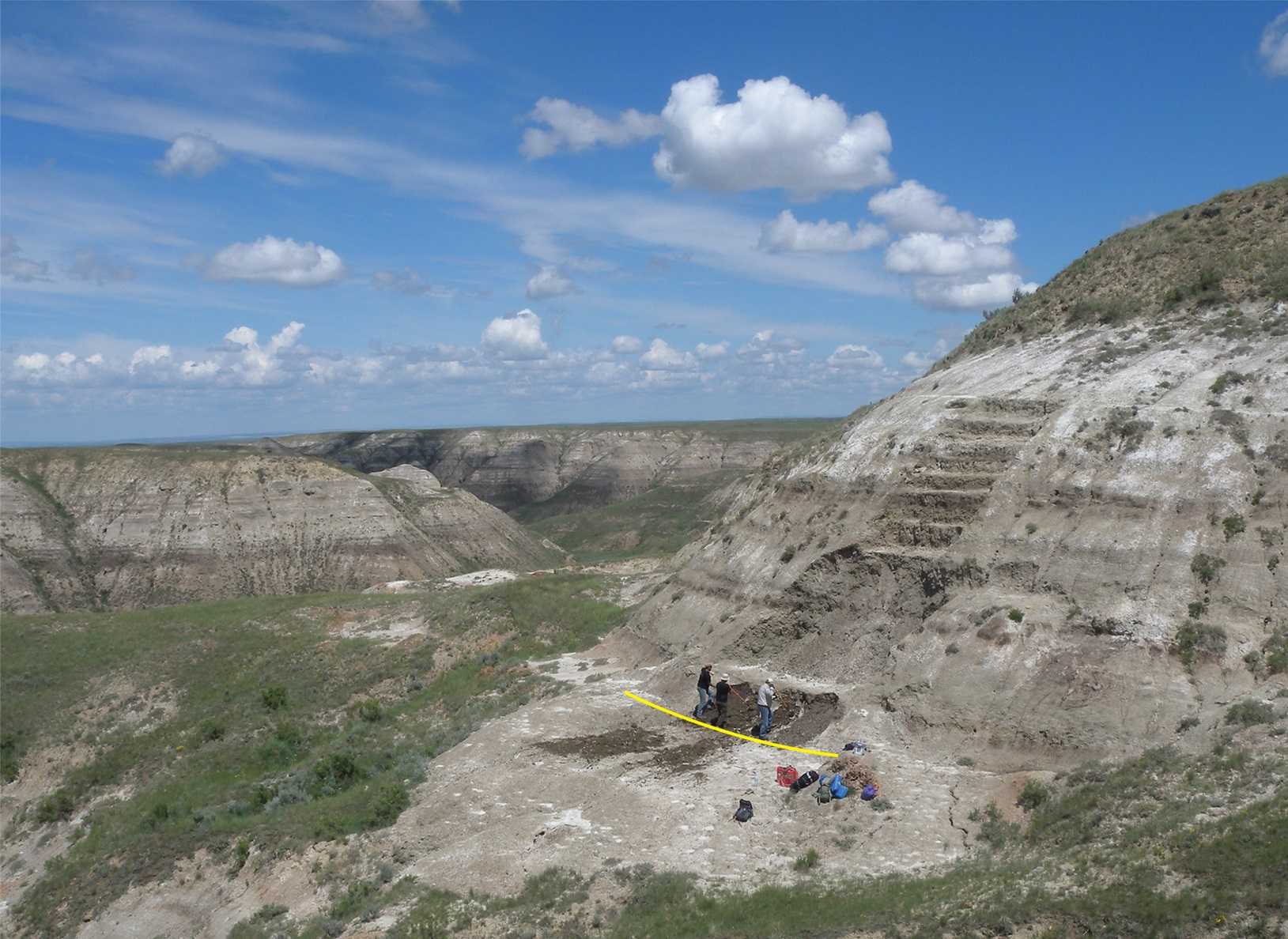
De vindplaats

In 2015 benoemden en beschreven David Evans en Michael Ryan de typesoort Wendiceratops pinhornensis. De geslachtsnaam verbindt een verwijzing naar de ontdekster met een verwijzing naar de Ceratopia. Sloboda was zo verguld met deze eer dat ze een afbeelding van de dinosauriër plus de naam ervan op haar arm liet tatoeëren. De soortaanduiding verwijst naar de vindplaats. De naam is gepubliceerd in een elektronisch tijdschrift, PLoS ONE. De daarom verplichte Life Science Identifier is BEE8D424-8BB0-4335-BFFC-701E2C8B4DB3 voor het geslacht en 22F3BE83-6045-489D-8F2D-FE53FC08A175 voor de soort.
Het holotype, TMP 2011.051.0009, is gevonden in een laag van de onderste Oldmanformatie die dateert uit het middelste Campanien, ongeveer 79 tot 78,7 miljoen jaar oud. Het bestaat uit een rechterwandbeen.

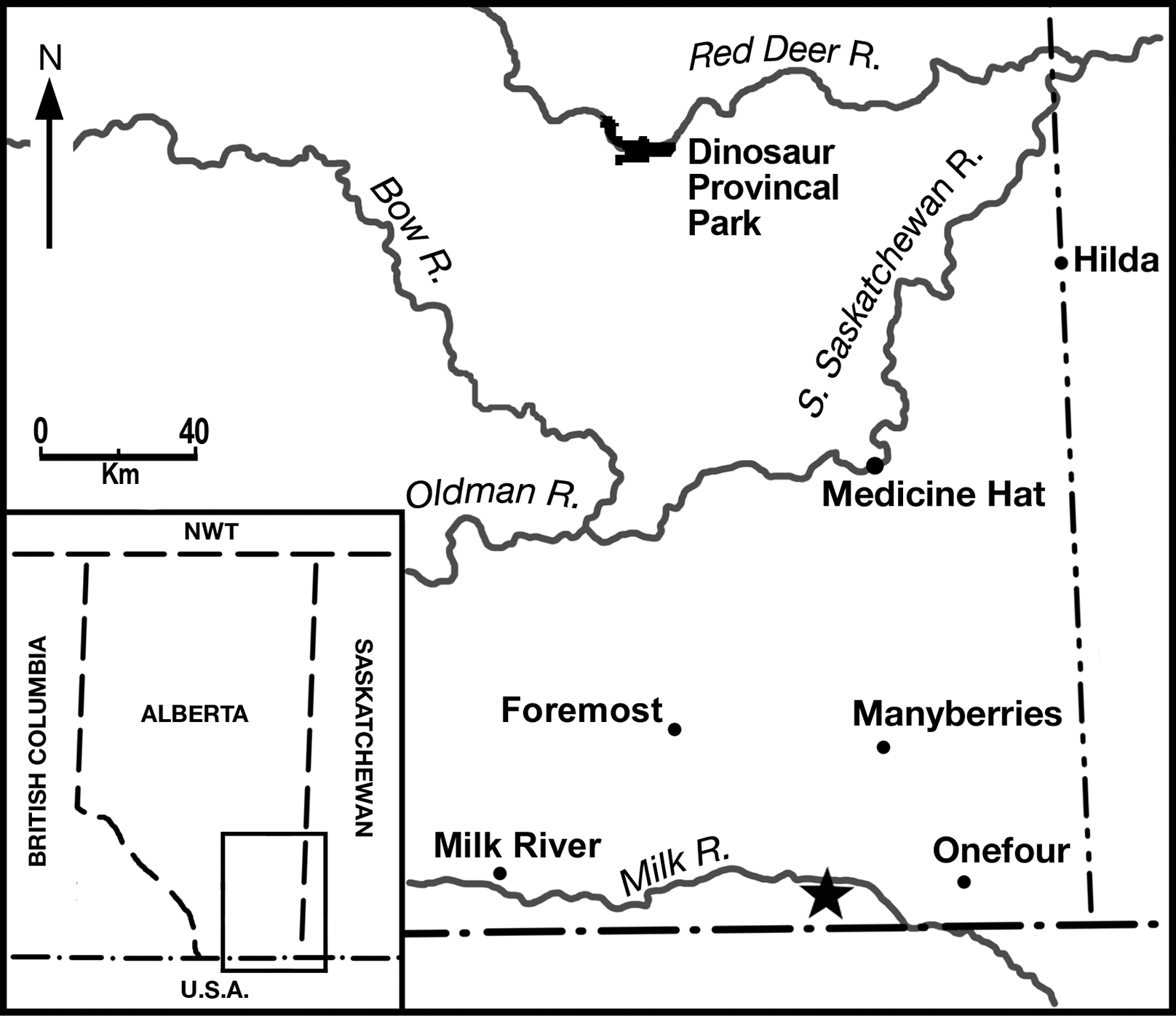
De locatie in Alberta

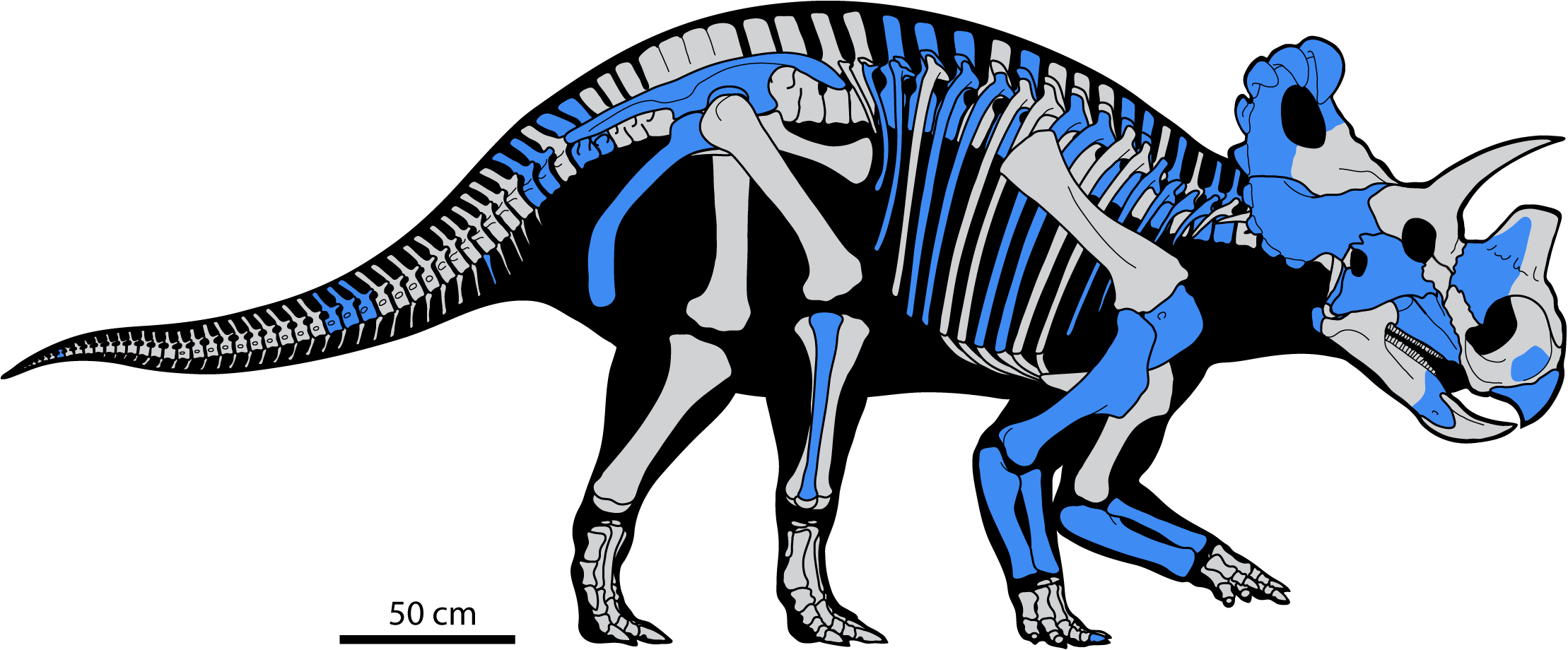
Een diagram van het skelet met de gevonden elementen in het blauw

Daarnaast is er veel aanvullend materiaal uit de vindplaats aan de soort toegewezen. Dit betreft uit 2011 een praemaxilla, vier squamosa, drie wandbeenderen, een bovenkaaksbeen, een jukbeen, een rostrale, een osteoderm, twee schedelfragmenten, een dentarium, negen wervels, een verbeende pees, zeven ribben, twee nekribben, een chevron, een ellepijp, een zitbeen en zes botfragmenten.
In 2013 werden gevonden een neusbeen, vier squamosa, twee wandbeenderen, een bovenkaaksbeen, een jukbeen, een quadratum, vijf schedelfragmenten, een surangulare, drie tanden, tien wervels, vier verbeende pezen, acht ribben, een nekrib, een ravenbeksbeen, een metapodium, twee spaakbeenderen, een scheenbeen, een bot van de ledematen, een klauw en vijf botfragmenten.
In 2014 werden gevonden een neusbeen, een praemaxilla, vier wandbeenderen, drie bovenkaaksbeenderen, een stuk nekschild, negen schedelfragmenten, een praedentarium, een surangulare, elf tanden, dertien wervels, vier verbeende pezen, tien ribben, drie nekribben, twee opperarmbeenderen, een darmbeen, een stuk bekken, een kuitbeen, een scheenbeen, twee botten van de ledematen en vijf botfragmenten.
Deze enorme hoeveelheid van 184 beenderen lag grotendeels niet in verband maar vormde een beenderbed van ongeveer twintig vierkante meter. Ze behoren met zekerheid niet aan één enkel individu maar aan meerdere dieren waaronder jongen. De meeste delen van het skelet zijn vertegenwoordigd. Hierdoor is Wendiceratops is van de best bekende ceratopiden van de hoge ouderdom van negenenzeventig miljoen jaar. Veel botten zijn gebroken, sommige zo erg dat ze niet aan Wendiceratops konden worden toegewezen. Al het ceratopide materiaal werd wel van dit taxon beschouwd onder de aanname dat er maar één soort ceratopide aanwezig zal zijn geweest. Naast de resten van de ceratopide zijn er in de groeve ook tanden van Theropoda, botten van krokodillen en beensnoeken en planten aangetroffen. In totaal zijn er 221 botten en tanden geborgen. Het beenderbed, een veertig centimeter dikke modderlaag, is wellicht in één keer bij een overstroming afgezet.

## Beschrijving

### Grootte en onderscheidende kenmerken
Wendiceratops is een middelgrote ceratopide van zo'n vier tot vijf meter lang met een gewicht van één ton. Sommige botfragmenten wijzen op individuen van tegen de zes meter.
De beschrijvers hebben enkele onderscheidende kenmerken vastgesteld. Twee daarvan zijn unieke afgeleide eigenschappen, autapomorfieën. De tweede en derde epiparietalia (p2 en p3), de uitsteeksels op de achterrand van het nekschild, hebben een brede basis, zijn dik en krommen naar voren en boven, de achterste en buitenste takken van de wandbeenderen overhangend. Het zitbeen heeft een breed rechthoekig onderste uiteinde. In het discussiegedeelte van het beschrijvende artikel noemen ze nog een derde uniek kenmerk: opkrullende episquamosalia, de uitsteeksels op de zijrand van het nekschild, welke in die speciale vorm verder in de Ceratopidae niet voorkomen. Dit wordt echter niet als een formele autapomorfie voorgesteld.
Daarnaast is er een opvallende combinatie van kenmerken die op zich niet uniek zijn. De achterrand van het nekschild draagt geen lange stekel. De neushoorn steekt recht naar boven uit. De Chinese Sinoceratops heeft gelijkende epiparietalia op posities p1, p2, p3 en p4 maar ook een centraal epiparietale (p0) op de middenlijn en daarbij knobbels onder de epiparietalia, beide kenmerken die Wendiceratops mist.

### Skelet

#### Schedel

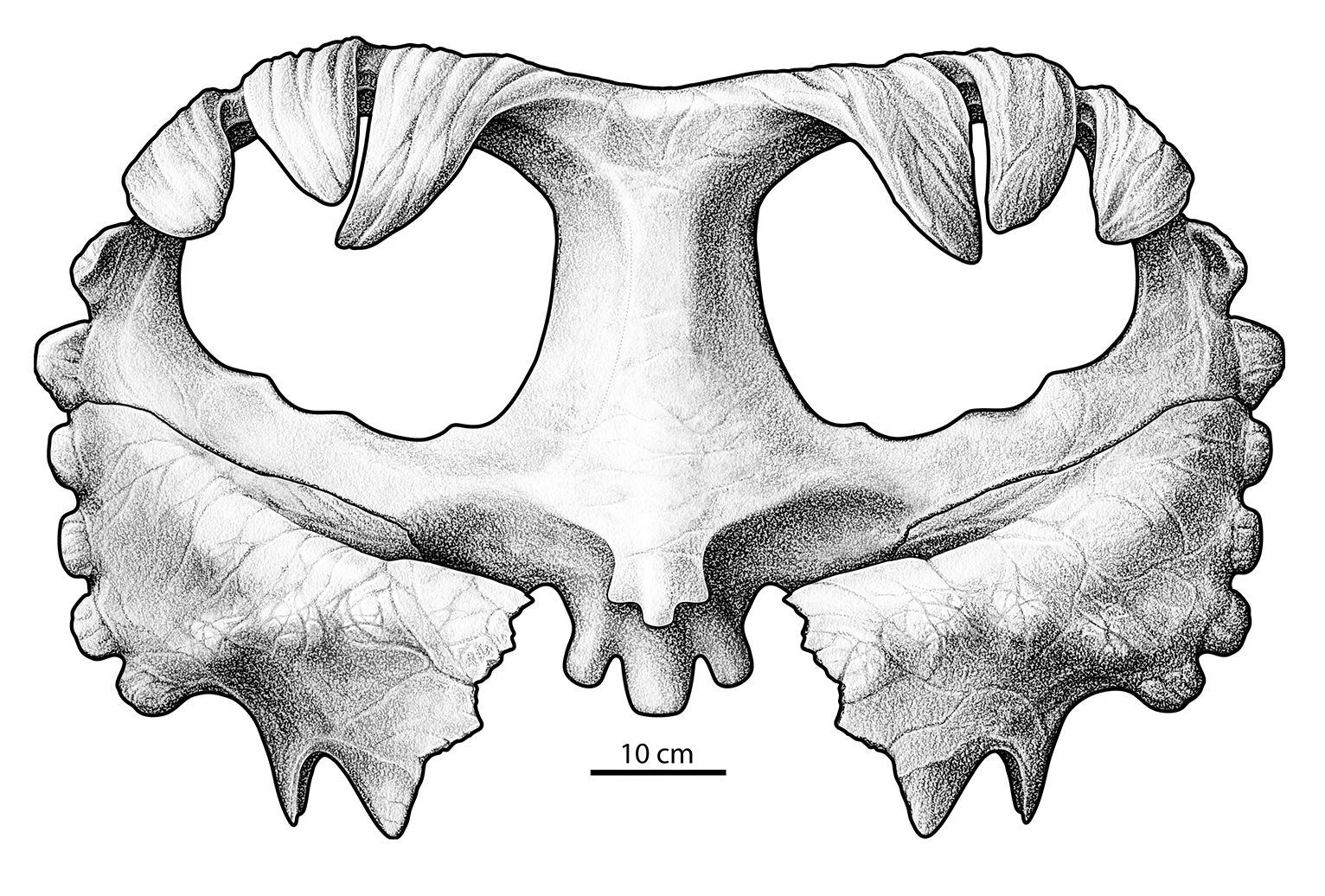
Een diagram van het nekschild van Wendiceratops

Het voorste bot van de schedel, het rostrale dat de beenkern vormt van de bovensnavel, is slecht bekend wegens beschadigingen. Wel is duidelijk dat de snavel zwak naar beneden buigt. Het bovenkaaksbeen is driehoekig. Het heeft minstens zesentwintig tandposities. De kaakrand met de tanden ligt lager dan de voorste tak naar de praemaxilla, een basaal kenmerk. Er is een kleine fenestra antorbitalis aanwezig maar geen voorliggende secundaire opening. Er is één neushoorn gevonden met een basislengte van negen centimeter en een hoogte van 115 millimeter. Het fragment is echter bovenaan afgebroken zodat de werkelijke lengte een stuk hoger kan hebben gelegen. Het opgestelde skeletmodel en de illustraties tonen een afgeschuinde neus maar dat is slechts om de minimale hoogte aan te geven en zal vermoedelijk niet overeenkomen met het echte profiel; alle verwanten hebben een puntige hoorn of een lage richel. Gezien de contactfacetten van het fragment voor het prefrontale is het waarschijnlijk dat de neushoorn vlak vóór de oogkassen lag. De vorm en grootte van de wenkbrauwhoorns is onbekend. De voorste tak van het jukbeen overlapt de achterrand van het bovenkaaksbeen. Het is niet bekend hoe groot de jukbeenhoorn was. Het quadratum, de onderste achterhoek van de schedel, van volwassen individuen is fors: een heeft een lengte van vijfentwintig centimeter en een gewrichtsknobbel die achtentachtig millimeter breed is.

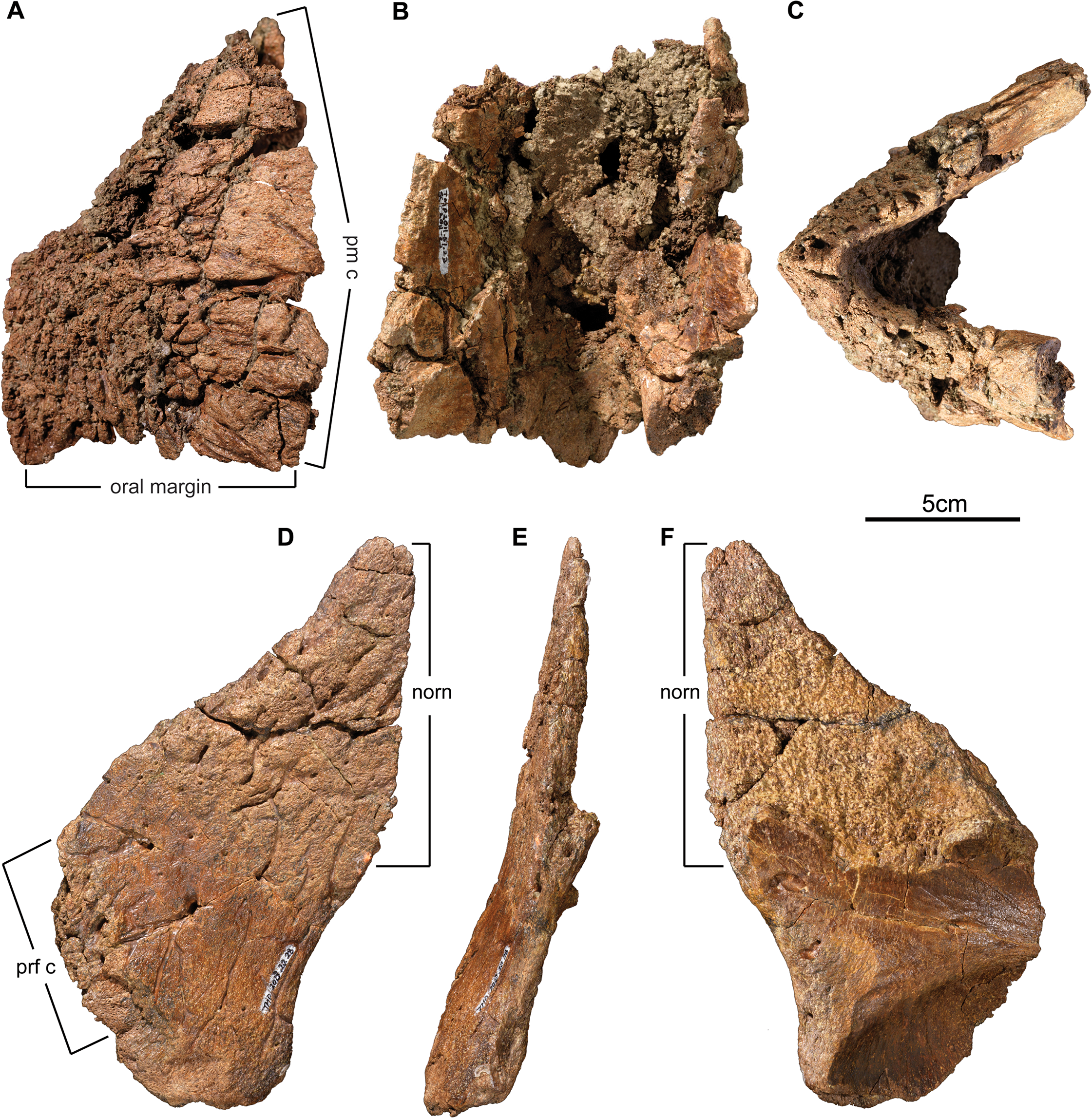
Het rostrale en het neusbeen

Het nekschild is breed en min of meer hartvormig. Het bot dat de voorste buitenzijde van het schild vormt, het squamosum, is ruwweg rechthoekig. De lengtedoorsnede heeft het typisch centrosaurine trapvormige profiel. Het lijkt wat op dat van Diabloceratops maar verschilt ervan doordat de verticale hoogte ongeveer gelijk is aan de lengte en door het grotere aantal episquamosalia. De zijrand van het squamosum heeft vier van zulke osteodermen, van boven naar beneden genummerd als de s1-s4. Deze zijn iets omhoog gebogen waarbij de hoogte ongeveer de helft bedraagt van de basislengte. In bovenaanzicht hebben de uitsteeksels een asymmetrisch driehoekige vorm waarbij de punten soms door erosie wat afgestompt lijken. Vooraan is er een brede inkeping tussen het squamosum en het jukbeen aan welk het squamosum raakt via een voorste tak boven het onderste slaapvenster waarvan het jukbeen de voorrand vormt. Boven op het squamosum loopt een bultige dwarsrichel van het vierde episquamosale uit naar binnen. Dat de drie bulten van deze richel flink uitsteken, is een basaal kenmerk. De achterrand van het squamosum is niet verticaal verdikt op het raakvlak met het wandbeen.

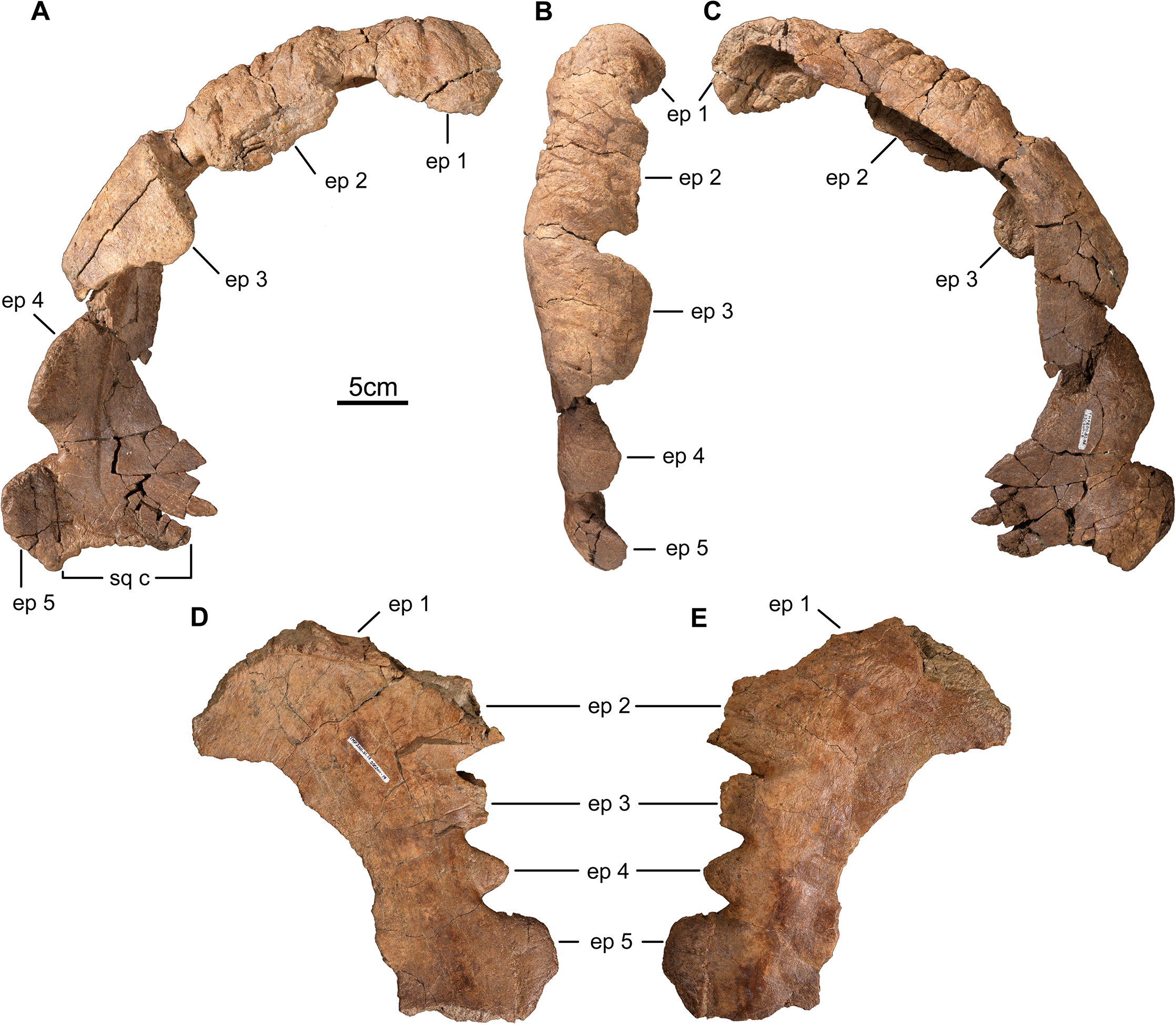
Delen van de wandbeenderen; bovenaan het holotype in drie aanzichten

De wandbeenderen vormen de achterrand van het nekschild. Eén osteoderm overspant aan de kraagrand de beennaad tussen squamosum en wandbeen. De beschrijvers telden dit als het vijfde epiparietale. Daarboven strekt zich een rij uit van nog eens vier epiparietalia deze steeds groter, breder, langer, dikker en krommer worden. Het eerste epiparietale bevindt zich iets zijdelings van de middenlijn van het nekschild en krult als een lange tong van zo'n twintig centimeter naar voren en boven over de hol gebogen bovenrand van de schedelkraag. Het reikt daarbij tot over het parietaalvenster en is iets naar buiten gericht. De bovenrand is onder de epiparietalia glad, zonder de bulten die veel verwanten daar bezitten. Ook andere centrosaurinen hebben zulk een tongvormig eerste epiparietale; zeldzamer is dat bij Wendiceratops ook het tweede en derde epiparietale tongvormig zijn, zij het dat ze korter zijn en wat naar binnen gericht. Bij jongere dieren zijn de uitsteeksels korter en minder krullend, terwijl het vlak eronder niet hol is getrokken. Aan beide zijden van het nekschild bevindt zich een parietaalvenster. Deze opening in het lichaam van het wandbeen is groot en heeft vermoedelijk de vorm van een ovaal met de lange as overdwars georiënteerd. Tussen beide parietaalvensters ligt een gezamenlijke lengtebalk van de wandbeenderen. De balk is breed met een lengterichel die duidelijke bulten mist. De balk eindigt bovenaan bij een brede ondiepe centrale inkeping van de achterrand die een centraal epiparietale mist.

#### Onderkaken
De gevonden delen van de onderkaken tonen geen bijzonderheden en hebben een typisch centrosaurine bouw.
Tien losse tanden zijn aangetroffen en daarnaast kaakdelen met de tanden er nog in. De tanden stonden gestapeld op elkaar doordat steeds van de tandkas uit vervangingstanden groeiden waarvan de kronen tussen de gevorkte wortels van de oudere tanden pasten. De tanden stonden ook strak naast elkaar en schiepen zo een tandenbatterij waarvan het slijtvlak een zelfscherpende rand vormde. De tandkolommen van de bovenkaken kromden daarbij naar binnen en die van smallere onderkaken naar buiten zodat het gebit een scharende beweging kon maken. Iedere individuele tand, welke van dit geheel maar een klein onderdeeltje uitmaakte, was min of meer bladvormig. De zijde met het tandemail — de buitenzijde bij de maxillaire tanden van de bovenkaak en de binnenzijde bij de dentaire tanden van de onderkaak — heeft een krachtige verticale richel. Evenwijdig aan deze hoofdrichel liggen war secundaire richels.

#### Postcrania
De gevonden delen achter de schedel, de postcrania, hebben grotendeels de typisch centrosaurine vorm en zijn dus weinig informatief. Alle leden van deze groep zijn tamelijk conservatief in het postcraniaal skelet wat inhoudt dat ze er maar weinig in variëren. De meeste opgegraven elementen zijn wel tamelijk robuust, een teken dat het om volwassen dieren ging.

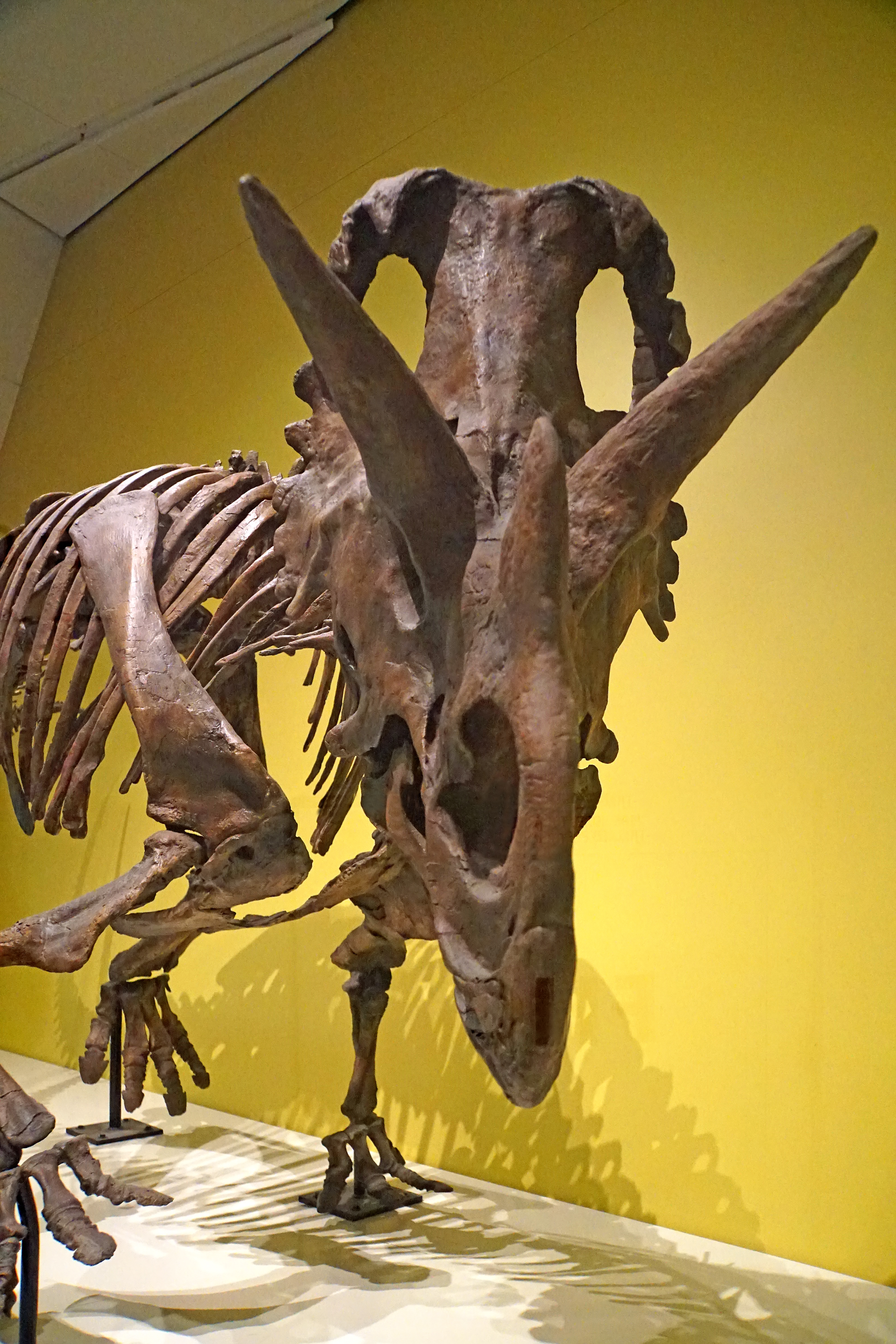
Skeletmodel

Een uitzondering vormt in het bekken het zitbeen dat wat afwijkt. Het is over de hele lengte wat overdwars dun en afgeplat. Het voorste deel dat contact maakt met het schaambeen is langwerpig en hoger dan het op enig punt overdwars breed is. De kortere opgaande tak daarachter die contact maakt met het darmbeen maakt een haakse hoek met het voorste deel; samen vormen ze zo de onderrand en achterrand van het open, ofwel volledig doorboorde, heupgewricht. De schacht van het zitbeen is relatief recht en steekt van het heupgewricht uit schuin naar achteren en beneden. Op de helft van de lengte begint de schacht wat naar beneden te buigen. Van dat punt af neemt de verticale dikte van de schacht toe en de dikte overdwars af. In zijaanzicht eindigt de schacht zo in een hoge rechthoek in plaats van tot een stompe punt te versmallen als bij alle andere bekende ceratopiden waar de schacht in het midden de grootste verticale dikte heeft.
Tot het postcraniaal materiaal horen ook twee scheenbeenderen die kennelijk van jonge dieren zijn omdat ze slechts een lengte hebben van twintig centimeter. Dit wijst op een lichaamslengte van zo'n anderhalve meter.

## Fylogenie

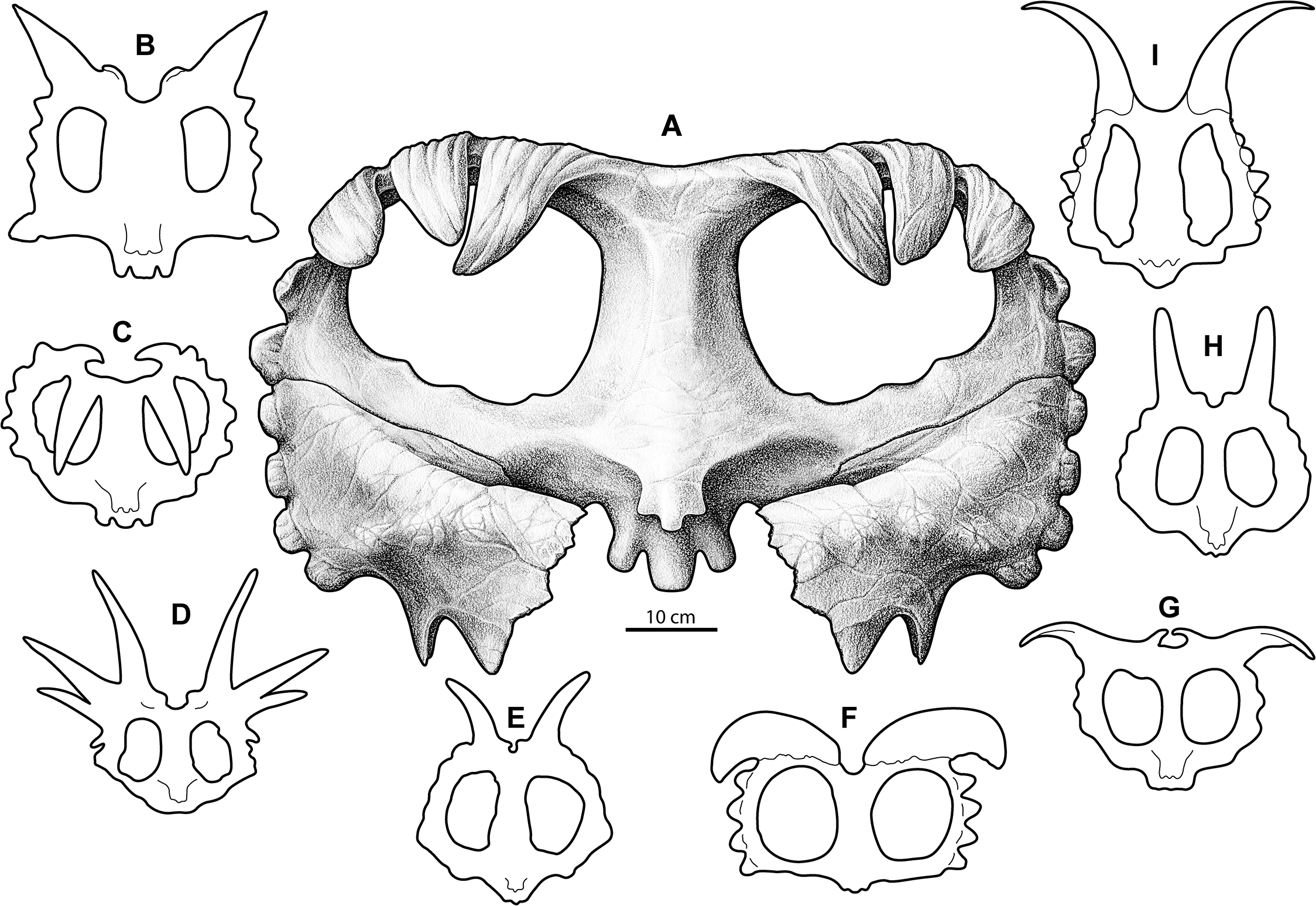
Het nekschild van Wendiceratops vergeleken met dat van andere centrosaurinen

Wendiceratops is binnen de Ceratopidae in de Centrosaurinae geplaatst als zustersoort van Sinoceratops. Hun klade zou boven Xenoceratops in de stamboom staan en een "kam" of polytomie vormen met Albertaceratops en de klade van de meer afgeleide centrosaurinen. Deze vrij basale positie komt overeen met de hoge ouderdom van Wendiceratops die maar een miljoen jaar later leefde dan de oudst bekende centrosaurinen Xenoceratops en Diabloceratops.
De neushoorn van Wendiceratops, de oudste bekende centrosaurine met een duidelijk verticale hoorn op de neus, zou een tussenvorm zijn tussen de lage hoorns van Diabloceratops, Nasutoceratops en Albertaceratops en de veel hogere hoorn van meer afgeleide centrosaurinen als Coronosaurus, Centrosaurus en Styracosaurus. Dit zou betekenen dat de eveneens verticale lange neushoorn bij de Chasmosaurinae zich apart zou hebben ontwikkeld en zulk een hoorn tweemaal binnen de Ceratopidae zou zijn geëvolueerd in een proces van parallelle evolutie.
Vreemd genoeg lijken de omkrullende epiparietalia bij Wendiceratops op de osteodermen bij twee chasmosaurinen: Vagaceratops en Kosmoceratops. Ze verschillen er echter van door de aanwezigheid van zadelvormige tussenruimten.

## Levenswijze
Wendiceratops deelde zijn leefgebied met de verwant Albertaceratops die uit dezelfde formatie bekend is. Van gelijke ouderdom maar uit iets verwijderde gebieden opgegraven zijn Judiceratops, Medusaceratops en Avaceratops. Dat betekent dat er een hoge variabiliteit aan centrosaurinen aanwezig was. Welke specialisaties dit mogelijk maakten, is onduidelijk. Wellicht dat het ook samenhing met een dalen van de zeespiegel wat grotere leefgebieden beschikbaar maakte. Tijdens het Campanien was er een snelle opeenvolging van ceratopide soorten in Noord-Amerika en zulke fasen van centrosaurine specialisatie zouden zich nog twee maal in deze tijdsnede voordoen.

## Voetnoten
1. ↑  De specimina uit 2011 hebben de inventarisnummers TMP2011.051.0001: een squamosum; TMP2011.051.0002: een squamosum; TMP2011.051.0003: een wervel; TMP2011.051.0004: een ruggenwervel; TMP2011.051.0004B: een stuk rib; TMP2011.051.0005: een stuk wandbeen; TMP2011.051.0006: een staartwervel; TMP2011.051.0007: een botfragment; TMP2011.051.0008: een botfragment; TMP2011.051.0009: een wandbeen; TMP2011.051.0010: een squamosum; TMP2011.051.0011: een staartwervel; TMP2011.051.0012: een jukbeen; TMP2011.051.0013: een osteoderm; TMP2011.051.0014: een squamosum; TMP2011.051.0015: een verbeende pees; TMP2011.051.0016: een dentarium; TMP2011.051.0017: een botfragment; TMP2011.051.0018: een praemaxilla; TMP2011.051.0019: een wandbeen; TMP2011.051.0020: een ruggenwervel; TMP2011.051.0021: een rib; TMP2011.051.0022: een staartwervel; TMP2011.051.0023: een rostrale; TMP2011.051.0024: een rib; TMP2011.051.0025: een ruggenwervel; TMP2011.051.0026: een ellepijp; TMP2011.051.0027: een wervelboog van de rug; TMP2011.051.0028: een rib; TMP2011.051.0029: een rib; TMP2011.051.0030: een botfragment; TMP2011.051.0031: een botfragment; TMP2011.051.0032: een botfragment; TMP2011.051.0033: een wervel; TMP2011.051.0034: een chevron; TMP2011.051.0035: een schedelfragment; TMP2011.051.0036: een bovenkaaksbeen; TMP2011.051.0037: een zitbeen; TMP2011.051.0038: een nekrib; TMP2011.051.0039: een nekrib; TMP2011.051.0040: een halswervel; TMP2011.051.0041: een rib; TMP2011.051.0042: een schedelfragment; en TMP2011.051.0044: een rib.
2. ↑  De specimina uit 2013 hebben de inventarisnummers TMP2013.020.0001: een botfragment; TMP2013.020.0002: een schedelfragment; TMP2013.020.0005: een verbeende pees; TMP2013.020.0006: een squamosum; TMP2013.020.0007: een tand; TMP2013.020.0009: een tand; TMP2013.020.0010: een bot van de ledematen; TMP2013.020.0011: een rib; TMP2013.020.0012: een ruggenwervel; TMP2013.020.0013: een rib; TMP2013.020.0014: een stuk squamosum; TMP2013.020.0015: een scheenbeen van een jong; TMP2013.020.0016: een jukbeen; TMP2013.020.0017: een botfragment; TMP2013.020.0021; een mogelijk schedelfragment; TMP2013.020.0022: een tand; TMP2013.020.0023: een voet- of handbeen; TMP2013.020.0024: een verbeende pees; TMP2013.020.0025: een bovenkaaksbeen; TMP2013.020.0026: een rib; TMP2013.020.0027A: een rib; TMP2013.020.0027B: een rib; TMP2013.020.0028: een stuk neusbeen; TMP2013.020.0029: een schedelfragment; TMP2013.020.0030: een spaakbeen; TMP2013.020.0031: een halswervel; TMP2013.020.0032: een ruggenwervel; TMP2013.020.0033: een verbeende pees; TMP2013.020.0034: een botfragment; TMP2013.020.0035: een squamosum; TMP2013.020.0036: een spaakbeen; TMP2013.020.0037: een wervellichaam; TMP2013.020.0038: een rib; TMP2013.020.0039: een nekrib; TMP2013.020.0040: een ruggenwervel; TMP2013.020.0041: een wervelboog van de rug; TMP2013.020.0042: een klauw; TMP2013.020.0044: een wervelboog; TMP2013.020.0045: een verbeende pees; TMP2013.020.0047: een staartwervel; TMP2013.020.0048: een beenbalk van de wandbeenderen; TMP2013.020.0049: een ravenbeksbeen; TMP2013.020.0050: een nekrib. TMP2013.020.0051: een kuitbeen; TMP2013.020.0052: een verbeende pees; TMP2013.020.0054: een botfragment; TMP2013.020.0057: een botfragment; TMP2013.020.0058: een quadratum; TMP2013.020.0059: een squamosum; TMP2013.020.0060: een sacrale wervel; TMP2013.020.0061: een wandbeen; TMP2013.020.0062: een surangulare; TMP2013.020.0062B: een botfragment; TMP2013.020.0063: een schedelfragment; TMP2013.020.0064: een ribfragment; TMP2013.020.0065: een wervel; TMP2013.020.0066: een schedelfragment; TMP2013.020.0067: een ribfragment; en TMP2013.020.0069: een botfragment.
3. ↑  De specimina uit 2014 hebben de inventarisnummers TMP2014.029.0001: een stuk surangulare; TMP2014.029.0002: een schedelfragment; TMP2014.029.0003: een wervelboog; TMP2014.029.0004: een botfragment; TMP2014.029.0005: een tand; TMP2014.029.0006: een verbeende pees; TMP2014.029.0008: een stuk bovenkaaksbeen; TMP2014.029.0009: een verbeende pees; TMP2014.029.0010: een stuk neusbeen; TMP2014.029.0011: een staartwervel; TMP2014.029.0012: een schedelfragment; TMP2014.029.0014: een schedelfragment; TMP2014.029.0015: een stuk wandbeen; TMP2014.029.0016: een stuk wandbeen; TMP2014.029.0017A: een staartwervel; TMP2014.029.0017B: een nekrib; TMP2014.029.0018: een rib; TMP2014.029.0021: een tand; TMP2014.029.0022: een wervellichaam; TMP2014.029.0023: een botfragment; TMP2014.029.0024: een rib; TMP2014.029.0025: een stuk ledemaat; TMP2014.029.0026: een rib; TMP2014.029.0027: een staartwervel; TMP2014.029.0030: een tand; TMP2014.029.0032: een stuk wervelboog; TMP2014.029.0034: een stuk van de ledematen; TMP2014.029.0036: ribkop van de rug; TMP2014.029.0039: halswervel; TMP2014.029.0042: een tand; TMP2014.029.0043: een tand;
TMP2014.029.0048: een schedelfragment; TMP2014.029.0049: een botfragment; TMP2014.029.0050: een schedelfragment; TMP2014.029.0052: een schedelfragment; TMP2014.029.0053: een staartwervel; TMP2014.029.0054: een botfragment; TMP2014.029.0055: een rib; TMP2014.029.0056: een wervel; TMP2014.029.0057: een rib; TMP2014.029.0058; TMP2014.029.0059: een tand; TMP2014.029.0060: een tand; TMP2014.029.0061: een tand; TMP2014.029.0062: een stuk predentarium; TMP2014.029.0065: een verbeende pees; TMP2014.029.0067: een stuk praemaxilla; TMP2014.029.0072: een scheenbeen van een jong dier; TMP2014.029.0073: een mogelijke nekrib; TMP2014.029.0074: een bovenkaaksbeen; TMP2014.029.0075: een rib; TMP2014.029.0076: een rib; TMP2014.029.0077: een verbeende pees; TMP2014.029.0078: een schedelfragment; TMP2014.029.0083: een stuk wervelboog; TMP2014.029.0086: een stuk neusbeen; TMP2014.029.0087: een stuk dentarium; TMP2014.029.0087B: een tand; TMP2014.029.0088: een staartwervel; TMP2014.029.0089: een tand; TMP2014.029.0090: een schedelfragment; TMP2014.029.0092: een nekrib; TMP2014.029.0093: een botfragment; TMP2014.029.0094: een wandbeen; TMP2014.029.0095: een bovenkaaksbeen; TMP2014.029.0096: een ruggenwervel; TMP2014.029.0097: een stuk wandbeen; TMP2014.029.0098: een darmbeen; TMP2014.029.0098B: een mogelijk stuk bekken; TMP2014.029.0099: een tand; TMP2014.029.0100: een opperarmbeen; TMP2014.029.0101: een opperarmbeenkop; TMP2014.029.0102: een stuk nekschild; TMP2014.029.0103: een rib; TMP2014.029.0104: een kuitbeen; TMP2014.029.0104A: een osteoderm; TMP2014.029.0105: een stuk wervelboog; TMP2014.029.0106: een mogelijk schedelfragment; TMP2014.029.0107: een rib; en TMP2014.029.0107B: een mogelijk schedelfragment.